# Mauro Corona
Mauro Corona, italijanski pisatelj, alpinist in kipar v lesu, * 9. avgust 1950, Baselga di Piné, Trento, Italija.
V literaturi sodi med uspešnejše sodobne italijanske pisatelje, avtor več kot trideset knjižnih del, kratkoproznih zbirk, romanov, pravljic za odrasle in mlade, zbirk esejev in priročnikov. Je evropsko priznan kipar lesa, izšolan pri mojstru Augustu Murerju v ladinski vasi Falcade. Kot vrhunski alpinist in pionir sodobnega prostega plezanja v Italiji je v Dolomitih splezal več kot 300 prvenstvenih smeri.

## Življenje
Mauro Corona se je rodil leta 1950 v Baselgi di Piné (Trento) kot sin potujočih trgovcev. Najzgodnejše otroštvo je preživel na Tridentinskem, dokler se ni z družino vrnil v rodno vasico Erto, v zaselku San Rocco.
V mladosti je požiral od prastaršev podedovane klasike svetovne literature. Preživljal se je z divjim lovom in se potepal po okoliških hribih, dokler ni 9. oktobra 1963 severnofurlansko dolino Vajont prizadela svetovna tragedija. Ob 22.39 je v umetno jezero za tedaj največjim jezom na svetu je z gore Toc zdrsnil zemeljski plaz in v nekaj minutah požel skoraj 2 tisoč smrtnih žrtev in poleg naravnega opustošenja ter množičnega izseljevanja v dolino prinesel gospodarsko in socialno bedo.
Corona se je z mlajšim bratom zatekel v salezijanski kolegij v Pordenoneju. Zaradi denarne stiske tedaj ni mogel uresničiti želje, da bi obiskoval umetniško šolo v mestecu Ortisei v dolini Gardena. Na prelomu iz šestdesetih v sedemdeseta leta se je preživljal kot kamnosek v kamnolomu marmorja pod goro Buscada. Nekega jutra leta 1975 se je zbiratelj Renato Gaiotti iz Sacileja po naključju znašel pred njegovim ateljejem v ulici Balbi, pokupil vse lesene skulpture v izložbi in mu naročil leseni Via Crucis za štivansko cerkev v Sacileju (Chiesa di San Giovanni Battista). S honorarjem je nabavil kiparsko orodje in se vpisal v šolo priznanega mojstra lesa Augusta Murerja v ladinski vasici Falcade.
Corona je bil vrhunski alpinist, eden najzgodnejših pobudnikov sodobnega prostega in športnega plezanja v Italiji, avtor več kot tristo prvenstvenih smeri v Dolomitih, med katerimi jih nekaj deset še čaka na prvo ponovitev. Udeležil se je plezalskih odprav od Grenlandije do Kalifornije, pogosto z Mauriziom Zanollo - Manolom in Alessandrom Gogno. Njegova domača gora je skalni stolp Campanile di Val Montanaia (tudi Montanaja, 2173 m).
Coronova pisateljska pot se je začela šele leta 1997, ko mu je prijatelj objavil nekaj kratkih pripovedi v beneškem dnevniku Il Gazzettino. Avtorjev literarni talent je med prvimi prepoznal tržaški pisatelj Claudio Magris, ki je napisal predgovor k prvencu, pripovedni zbirki Il volo della martora (Let kune zlatice, 1997). Odtlej je napisal preko trideset knjižnih uspešnic, ki se prodajajo v milijonskih nakladah, in prevajajo v številne svetovne jezike, od francoščine, nemščine in španščine do romunščine, kitajščine in slovenščine. Prejel je številna prestižna literarna priznanja, med njimi nagrado Grinzane Cavour leta 2008 za roman Le voci del bosco (Glasovi gozda, 1998), nagrado Bancarella leta 2011 za roman La fine del mondo storto (Konec izkrivljenega sveta, 2010) ter nagradi Mario Rigoni Stern in Campiello leta 2014 za roman La voce degli uomini freddi (Glas hladnih ljudi, 2013). Njegovo življenjsko pot je novinar Giorgio Fornoni zajel v dokumentarnem filmu s knjigo Confessioni ultime (Zadnje izpovedi, 2013).

## Prevedena dela
- Tri strme pripovedi, v: Literatura: mesečnik za književnost 33, št. 357 (marec 2021), str. 152–175.
- Kot kamen v rečnem toku. Prevedel in spremno besedo napisal Jernej Šček. Založba Sidarta, Ljubljana 2021.
- Zadnje izpovedi. Prevedel Jernej Šček. UMco, Ljubljana 2022.
- Dvajset veselih in ena žalostna. Prevedel Jernej Šček. UMco, Ljubljana 2023.